# Oberkampf (ulica w Paryżu)
Rue Oberkampf (ulica Oberkampfa) – ulica w 11. dzielnicy Paryża. Nosi imię Christophe-Philippe'a Oberkampfa, francuskiego przemysłowca z XVIII wieku. Znajduje się tu wiele sklepów i restauracji. Potocznie nazwą Oberkampf obejmuje się cały kwartał ulic, jeden z najpopularniejszych w Paryżu celów nocnych zabaw studentów i młodych ludzi.